# Vale de los Ingenios

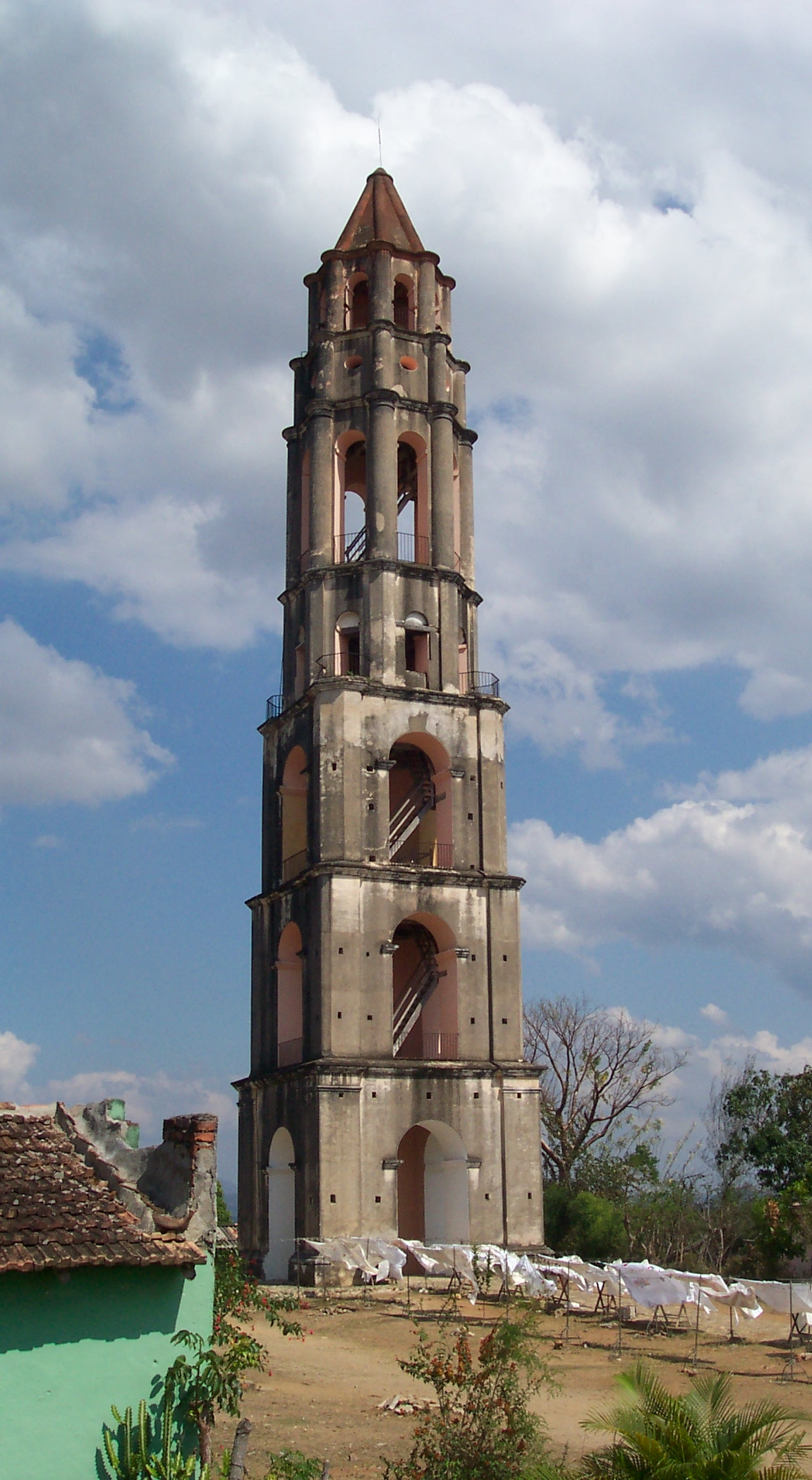
Torre em Manaca Ignaza, no Vale de los Ingenios

O Vale de Los Ingenios é uma série de três vales com cerca de 12 km, perto de Trinidad, Cuba. Os três vales, San Luis, Santa Rosa e Meyer, eram o centro da produção de açúcar desde os fins do século XVIII até a fins do século XIX. Actualmente, as fábricas estão em ruínas.
Em 1988, juntamente  com Trinidad, o Vale de los Ingenios foi declarado Património Mundial da UNESCO.